# Limache (kommun)
Limache är en kommun i Chile.   Den ligger i provinsen Provincia de Marga Marga och regionen Región de Valparaíso, i den södra delen av landet, 80 km nordväst om huvudstaden Santiago de Chile.
Omgivningarna runt Limache är i huvudsak ett öppet busklandskap. Runt Limache är det ganska tätbefolkat, med 199 invånare per kvadratkilometer.